# Avon (Alabama)
Avon és una població dels Estats Units a l'estat d'Alabama. Segons el cens del 2007 tenia 473 habitants.

## Demografia
Segons el cens del 2000, Avon tenia 466 habitants, 185 habitatges, i 138 famílies. La densitat de població era de 68,4 habitants/km².
Dels 185 habitatges en un 36,8% hi vivien nens de menys de 18 anys, en un 61,1% hi vivien parelles casades, en un 9,2% dones solteres, i en un 24,9% no eren unitats familiars. En el 21,1% dels habitatges hi vivien persones soles el 8,6% de les quals corresponia a persones de 65 anys o més que vivien soles. El nombre mitjà de persones vivint en cada habitatge era de 2,52 i el nombre mitjà de persones que vivien en cada família era de 2,88.
Per edats la població es repartia de la següent manera: un 23,4% tenia menys de 18 anys, un 10,1% entre 18 i 24, un 32,2% entre 25 i 44, un 21,7% de 45 a 60 i un 12,7% 65 anys o més.
L'edat mediana era de 38 anys. Per cada 100 dones hi havia 98,3 homes. Per cada 100 dones de 18 o més anys hi havia 96,2 homes.
La renda mediana per habitatge era de 37.679 $ i la renda mediana per família de 42.273 $. Els homes tenien una renda mediana de 28.438 $ mentre que les dones 18.068 $. La renda per capita de la població era de 18.152 $. Aproximadament el 9,2% de les famílies i el 12,4% de la població estaven per davall del llindar de pobresa.

## Poblacions més properes
El següent diagrama mostra les poblacions més properes.